# Koreocobitis
Genre
Koreocobitis est un genre de poissons d'eau douce téléostéens de la famille des Cobitidae (ordre des Cypriniformes).

## Répartition
Les espèces du genre Koreocobitis se rencontrent en Corée du Sud.

## Liste des espèces
Selon World Register of Marine Species (9 janvier 2024) :
- Koreocobitis naktongensis Kim, Park & Nalbant, 2000
- Koreocobitis rotundicaudata (Wakiya & Mori, 1929)

## Classification
Le nom valide complet (avec auteur) de ce taxon est Koreocobitis Kim (d), Park (d) & Nalbant, 1997.

## Étymologie
Le nom générique, Koreocobitis, composé de Koreo et du genre Cobitis, fait référence à la répartition de ces espèces de Cobitidae endémiques de Corée du Sud

## Publication originale
- (en) Ik-Soo Kim, Jong-Young Park et Teodor T. Nalbant, « Two new genera of loaches (Pisces: Cobitidae: Cobitinae) from Korea », Travaux du Muséum National d'Histoire Naturelle “Grigore Antipa”, Roumanie, vol. 39,‎ 1997, p. 191-195 (ISSN 1223-2254, e-ISSN 2247-0735).